# 日本統一
『日本統一』（にほんとういつ）は、ライツキューブよりリリースされている、本宮泰風＆山口祥行ダブル主演のオリジナルビデオシリーズ（一部作品は劇場公開作品）。最新作は2025年7月25日発売の『日本統一69』。「日本統一10周年記念作品」第1弾として映画『氷室蓮司』（主演：本宮泰風）を2024年4月12日劇場公開。2025年6月6日、映画『田村悠人 ISOLATED』（主演：山口祥行）劇場公開。
2019年からスピンオフとして『日本統一外伝』シリーズも製作、リリースされている。
2022年2月25日午前0時、『日本統一』初の公式サイトがオープンした。
2022年9月23日より日本統一初の映画化となった『劇場版 山崎一門〜日本統一〜』が全国順次劇場公開された。
2022年10月18日深夜より『日本統一 北海道編』全10話（UHB北海道文化放送）が放送された。
2023年4月13日深夜より『日本統一 関東編』全10話（日本テレビ）が放送された。
2025年7月より、『日本統一 東京編』全10話をテレビ東京で放送中。

## 概要
横浜出身の不良である氷室蓮司（本宮泰風）、田村悠人（山口祥行）が日本最大の任侠団体である神戸「侠和会」の盃を受け、侠和会の発展と日本極道界統一を目指して奮闘する姿を描くシリーズである。
1作目がオールイン エンタテインメントより、2013年8月2日にセルリリース、同年8月5日にレンタルリリースされた。全作品ともハイビジョン製作だが、Blu-rayのリリースは3作目までとなっている。BS・CS放送などではハイビジョンで放送されている。
2025年5月現在でシリーズ68巻がリリースされており、オールイン エンタテインメントのオリジナルビデオ作品としては旧ミュージアム時代を含めても『首領への道』の全25巻を超える人気作となっている。
営業総括は1巻から38巻までオールイン エンタテインメントだったが、39巻からライツキューブに移行した。また販売元も1巻から44巻までオールイン エンタテインメントだったが、2021年5月25日リリースの45巻からライツキューブに移行した。

## 組織図

### 神戸 侠和会

#### 初代侠和会（1）
- 会長 権田誠蔵（初代権田組組長） - 千葉真一
- 若頭 工藤雅信（初代工藤組組長） - 白竜
- 若頭補佐 山崎組組長 山崎義政 - 誠直也
- 若頭補佐 上田組組長 上田秀次 - 岡崎二朗
- 幹部 尾本孝明 - 野口雅弘
- 幹部 八神統一郎 - 飛野悟志
- 幹部 下野聡八 - 御木裕
- 幹部 三谷弘志 - 中程道也
- 幹部 馬場伊佐雄 - 桑田昭彦
- 幹部 スギヤマリョウシ - 都築政道
- 幹部 本村公正 - 青波信仁

#### 二代目侠和会（2 - 20）
- 会長 工藤雅信（初代工藤組組長） - 白竜
- 若頭 山崎組組長 山崎義政 - 誠直也（2・3）
- 総本部長 → 若頭代行 → 舎弟頭：尾本明良 - 野口雅弘（2-10）
- 若頭補佐 ムライ組組長 ムライヒサシ（2）
- 若頭補佐 三谷組組長 三谷弘志 - 中程道也（2-15）
- 若頭補佐 馬場組組長 馬場伊佐雄 - 桑田昭彦（2-）
- 若頭補佐 スギヤマ組組長 スギヤマリョウシ - 都築政道（2）
- 最高顧問 上田組組長 上田秀次（→信闘会） - 岡崎二朗（2）
- 幹部 八神統一郎（→信闘会） - 飛野悟志（2）
- 幹部 下野聡八（→信闘会） - 御木裕（2）
- 幹部 本村公正（→信闘会） - 青波信仁（2）
- 直参 → 幹部 → 本部長：渡部圭太（二代目工藤組組長） - 奈良坂篤（2-）
- 直参 → 若頭補佐 三上組組長 三上哲也 - 古井榮一（2-7）
- 直参 → 若頭補佐 二代目山崎組組長 → 若頭 三代目山崎組総裁：川谷雄一 - 小沢仁志（4-）
- 直参 → 幹部 村上組組長 村上良彰 - 高原知秀（10-）
- 直参 → 幹部 → 若頭補佐 姫路 二代目一考会会長 木島一茂 - SHU / GDX aka SHU（10-）
- 直参 → 幹部 → 若頭補佐 三代目山崎組組長 氷室蓮司（山崎組二代目川谷雄一の実子分）：本宮泰風（10-）

#### 三代目侠和会（20 - ）
- 会長 川谷雄一 - 小沢仁志
- 若頭補佐 三代目山崎組組長 → 若頭 三代目龍征会会長 → 若頭 氷室組組長：氷室蓮司 - 本宮泰風
- 本部長 神戸ブロック長 村上組組長 村上良彰（→侠尽会） - 高原知秀（-27）
- 舎弟頭 東北ブロック長 馬場組組長 馬場伊佐雄（→侠尽会→復帰） - 桑田昭彦
- 若頭補佐 大阪ブロック長 → 本部長：田村悠人（三代目川谷組組長） - 山口祥行
- 若頭補佐 姫路 二代目一考会会長 木島一茂（→侠尽会） - SHU / GDX aka SHU（-28）
- 若頭補佐 九州ブロック長 七代目至誠会会長 黒木元誠 - 松山鷹志（-33）
- 若頭補佐 広島ブロック長 三代目西日本睦会会長 中川至道 - 小林功（20-46）
- 幹部 兵庫ブロック長 姫路 三代目三上組組長 渋谷誠吾 - 千葉誠樹（-26）
- 幹部 四国ブロック長 高松 中島組組長 中島勇気 - 舘昌美
- 幹部 北陸ブロック長 岐阜 土岐組組長 土岐匡平 - 赤松紘季
- 幹部 東北ブロック 進友会会長 平川進 - 松田一三（24-）
- 幹部 東北ブロック 植木組組長 植木尚人 - 永倉大輔（24-）
- 直参 中部ブロック長 名古屋 五代目重光一家総長 大井忠雄(→侠尽会) - 松本健司（-29）
- 直参 北陸ブロック 敦賀 神山一家総長 神山実 - 山崎直樹（29-）
- 九州ブロック 八代目至誠会会長 林田洋二 - 江原シュウ（33-）
- 直参 名古屋 熱田組組長 香取和雄（→侠尽会） - 遠藤栄蔵（-27）
- 直参 長谷川組組長 長谷川大輔 - 大山大介（-49）
- 直参 名古屋 二代目遠藤組組長 木槌勝（四代目重光一家総長の実弟） - 中倉健太郎（28-）
- 直参 清水興業組長 清水勲(元・村上組若頭） - 真柴幸平（28・29）
- 直参 四代目山崎組組長 坂口丈治（侠和会三代目川谷雄一の実子） - 北代高士（28-）
- 直参 三代目権田組組長 権田稜一（侠和会初代権田誠蔵の実子） - 小柳心（28-34）
- 直参 四代目山崎組相談役 川上組組長 → 横浜 四代目藤代組組長 川上章介 - 中澤達也（42-）

### 丸神連合 → 丸神会
関東の丸打組と水神会の連合「丸神連合」として発足。二代目丸神連合となり丸神会となった。丸神会は最初から二代目であり、丸神会にとっての初代は遡って初代丸神連合である。

#### 初代丸神連合
- 会長 初代水神会会長[9] 瀧島彪雄 - 津川雅彦
- 理事長 七代目丸打組組長 三田太源 - 菅田俊

#### 二代目丸神連合 → 二代目丸神会
- 二代目丸神連合会長→二代目丸神会会長：三田太源 - 菅田俊
- 副会長 スイセイ会会長 キヨヤスケンゴ
- 理事長 二代目水神会会長 沖田学 - 軍司眞人
- 幹事長 川崎 二代目三田組組長 秋本照政 - 哀川翔（-30）
- 理事長補佐 横浜 三代目藤代組組長 棟方龍治 - 樋口隆則（-29）
- 理事長補佐 水神会幹事長 茨城 鶴見組組長 鶴見憲吾 - 大沢樹生（-32）
- 理事長補佐 名古屋 奈村組組長 奈村志郎 - 高野晃大（-27）
- 理事長補佐 三代目コウシン会会長 タケノタダノブ - ？ / 幹事長補佐 甲信会会長 竹野忠信 - 上西雄大（37・38）
- 幹事長補佐 サイトウ組組長 サイトウリュウジ
- 幹事長補佐 京浜興業組長 ワタライシンジ
- 幹事長補佐 梨本組組長 梨本景信 - 風見正
- 事務局長 二代目秋本組組長 若宮猛 - 川原英之（-30）
- 理事長補佐 二代目極山会会長 小野寺和昌 - 吉沢眞人（24-）
- 事務局長 川崎 三田一家総長 辰巳龍三（旧・丸打組三田組最高幹部） - 武田幸三（33-39）※二代目秋本組シマ継承
- 理事 二代目鶴見組組長 菊村重政 - 結城貴史（-37）
- 沼津 迫田組組長（一本独鈷）→最高顧問 沼津 迫田組組長 迫田常夫 - 中野英雄（39-）

## キャスト
侠和会
- 初代侠和会会長 権田誠蔵(初代権田組組長) - 千葉真一（1・2）
- 初代侠和会若頭→二代目侠和会会長：工藤雅信(初代工藤組組長) - 白竜（1-20）
- 初代侠和会若頭補佐 初代山崎組組長→二代目侠和会若頭 初代山崎組組長：山崎義政 - 誠直也（1・2・3）
- 初代侠和会若頭補佐 上田組組長→二代目侠和会最高顧問→信闘会理事長：上田秀次 - 岡崎二朗（1・2・3）
- 初代侠和会幹部→二代目侠和会総本部長 誠孝会会長 尾本組組長：尾本孝明 - 野口雅弘（1・2・3）
  - 二代目侠和会若頭代行 一考会会長→二代目侠和会舎弟頭 一考会会長：尾本明良 - 野口雅弘（4-10）
- 初代侠和会幹部→二代目侠和会幹部→信闘会幹部：八神統一郎 - 飛野悟志（1・2・3）
- 初代侠和会幹部→二代目侠和会幹部→信闘会幹部：下野聡八 - 御木裕（1・2）
- 初代侠和会幹部→二代目侠和会若頭補佐 三谷組組長：三谷弘志 - 中程道也（1-15）
- 初代侠和会幹部→二代目侠和会若頭補佐 馬場組組長→三代目侠和会若頭補佐 馬場組組長→三代目侠和会舎弟頭 東北ブロック長 馬場組組長：馬場伊佐雄 - 桑田昭彦（1-29・34-）
- 初代侠和会上田組若頭 初代三上組組長→二代目侠和会直参 初代三上組組長→二代目侠和会若頭補佐 初代三上組組長→クラブ・土建屋経営（カタギ）：三上哲也 - 古井榮一（1-7・36-38）
- 二代目侠和会初代三上組舎弟頭 初代大宮組組長 大宮和也 - 小沢和義（4・5）
- 初代三上組大宮組若頭→初代三上組二代目大宮組若頭：カヤノ トウジ - 倉見誠（5・6） / ジーコ内山（7）
- 初代侠和会初代山崎組若頭 初代川谷組組長→二代目侠和会直参 二代目山崎組組長→二代目侠和会若頭補佐 二代目山崎組組長→二代目侠和会若頭 二代目山崎組組長→二代目侠和会若頭 三代目山崎組総裁→三代目侠和会会長：川谷雄一 - 小沢仁志（1-）
- 初代侠和会幹部 二代目工藤組組長→二代目侠和会幹部 二代目工藤組組長→二代目侠和会本部長 二代目工藤組組長→渡部実業社長（カタギ）→侠尽会：渡部圭太 - 奈良坂篤（2-29）
- 二代目侠和会会長付 小堺組組長 小堺透馬 - 水元秀二郎（4-17）
- 二代目山崎組若頭→二代目山崎組舎弟頭→二代目侠和会直参 村上組組長→二代目侠和会幹部 村上組組長→三代目侠和会本部長 神戸ブロック長 村上組組長→侠尽会：村上良彰 - 高原知秀（4-27）
- 不良→初代龍征会会長→初代侠和会初代三上組初代龍征会会長→初代侠和会初代三上組若頭 初代龍征会会長→二代目侠和会初代三上組若頭 初代龍征会会長(→刑務所→秋本と五分の兄弟分)→二代目山崎組二代目川谷組組長(川谷雄一の実子分)→二代目山崎組若頭 二代目川谷組組長→二代目侠和会直参 三代目山崎組組長→二代目侠和会幹部 三代目山崎組組長→二代目侠和会若頭補佐 三代目山崎組組長→三代目侠和会若頭補佐 三代目山崎組組長→三代目侠和会若頭 三代目山崎組組長→三代目侠和会若頭 三代目龍征会会長：氷室蓮司 - 本宮泰風（1-） / 幼少時代：山本蓮（5） / 小学校時代：吉田龍河（6・7） / 高校時代：大橋岬（21）
- 不良→初代龍征会副会長（氷室と兄弟分）→刑務所→二代目侠和会初代三上組初代龍征会副会長（氷室の舎弟）→二代目侠和会初代三上組幹部→二代目侠和会初代三上組二代目大宮組組長→二代目侠和会初代三上組若頭 二代目大宮組組長→二代目侠和会二代目山崎組二代目川谷組若頭 二代目三上組組長→二代目侠和会三代目山崎組若頭 三代目川谷組組長→二代目侠和会直参 三代目川谷組組長→二代目侠和会幹部 三代目川谷組組長→三代目侠和会幹部 三代目川谷組組長→三代目侠和会若頭補佐 三代目川谷組組長→三代目侠和会若頭補佐兼大阪ブロック長 三代目川谷組組長→三代目侠和会本部長兼大阪ブロック長 三代目川谷組組長：田村悠人 - 山口祥行（1-） / 小学校時代：西村優希（6・7） / 高校時代：本間優太（21）
- 不良→初代龍征会理事長→二代目山崎組二代目川谷組若頭→二代目龍征会理事長→三代目龍征会理事長→四代目龍征会会長：斉藤浩樹 - 勝矢（1-7・45-）
- 不良→初代龍征会理事長補佐→二代目山崎組二代目川谷組幹部→二代目山崎組若頭補佐 町田組組長：町田駿 - Koji（1-9）
- 三上組組員→山崎組幹部 三代目三上組組長→三代目侠和会幹部 兵庫ブロック長 三代目三上組組長：渋谷誠吾 - 石原和海（1・2・3）※二役 / 千葉誠樹（4-26）
- 不良→初代龍征会組員→二代目山崎組二代目川谷組幹部→二代目山崎組若頭補佐 川上組組長→三代目山崎組若頭→四代目山崎組相談役 川上組組長→三代目侠和会直参 四代目藤代組組長：川上章介（四代目山崎組相談） - 中澤達也（1-）
- 不良→初代龍征会幹部→二代目山崎組二代目川谷組幹部 二代目龍征会会長→二代目山崎組若頭補佐 二代目龍征会会長→カタギ（高松 手打ちうどん屋 出前→高松 居酒屋 呼び込み）→二代目侠和会二代目山崎組若頭補佐 二代目龍征会会長：菅谷謙太[10] - 宮崎貴久（1-20）
- 不良→初代龍征会組員→二代目龍征会理事長：イシダ - ヒロナカイ（1-7）
- 暴走族の総長→初代龍征会組員→二代目山崎組二代目川谷組幹部→二代目山崎組若頭補佐 中島組組長→三代目侠和会幹部 四国ブロック長 中島組組長：中島勇気 - 舘昌美（1-）
- 二代目侠和会三代目山崎組組員（氷室の付き人）→三代目侠和会直参 長谷川組組長：長谷川大輔 - 大山大介（6-49）
- 二代目侠和会三代目山崎組組員→二代目侠和会三代目山崎組組長付→三代目侠和会三代目山崎組若頭補佐 坂口組組長→三代目侠和会三代目山崎組若頭 坂口組組長→三代目侠和会直参 四代目山崎組組長：坂口丈治(川谷雄一の実子) - 北代高士（12-）
- 暴走族（中島勇気総長）→初代龍征会組員→二代目龍征会組員 - 杉山裕哉（1-3・7・8・10）
- 暴走族（中島勇気総長）→初代龍征会組員 - 三股大起（1・2）
- 暴走族（中島勇気総長）→初代龍征会組員→二代目龍征会組員→三代目侠和会四代目山崎組若頭補佐 謙勇会会長[10]：石沢勇将 - 本田広登（1-）
- 二代目侠和会三代目山崎組三代目川谷組組員→三代目侠和会三代目川谷組若頭 悠成会会長：大成虎雄 - 小手山雅（15-）
- 二代目侠和会三代目山崎組二代目龍征会組員→三代目侠和会四代目山崎組謙勇会理事長：山村義明 - 川崎健太（15-）
- 二代目侠和会三谷組若頭 - 益成竜也（15）
- 三代目侠和会舎弟 二代目権田組組長[11] 小林久人 - 北林悌（24）
- 二代目侠和会二代目権田組若頭→三代目侠和会三代目山崎組組長代行→三代目侠和会三代目権田組組長：権田稜一(初代侠和会会長初代権田組組長権田誠蔵の実子) - 小柳心（24-34）
- 三代目侠和会中島組組員 - 木曽さんちゅう[12]（24・25・26）
- 初代川谷組組員 カトウ - 工藤正也（1・2）※複数役
- 初代三上組組員 - 崔哲浩（1-5）※二役
- 初代侠和会上田組組員 モリヤス - SHU（2）
- 初代山崎組組員 ヤブシタ - 木庭博光（2・3）※二役
- 二代目工藤組組員 ハシモト - 安岡力斗（6・7）※二役
- 二代目工藤組幹部 財前組組長 財前直也 - 石原和海（12-20）※二役
- 二代目工藤組組員 - 永栄正顕（12・20）
- 二代目侠和会初代一考会若頭→二代目侠和会幹部 二代目一考会会長→三代目侠和会若頭補佐 二代目一考会会長→侠尽会：木島一茂 - SHU(10-23) / GDX aka SHU（24-28）※二役
- 三代目侠和会会長秘書 ヤマシロ ジン - 山本淳平（21・22・23・24・25）
- 三代目侠和会三代目三上組組員 - 速水映人（25・26）
- 三代目侠和会三代目三上組組員 - 成松慶彦（25・26）
- 三代目侠和会直参 清水興業組長 清水勲 - 真柴幸平（28・29）
- 侠和会三代目会長川谷雄一邸の部屋住み サトル - 前村友和（30-35） / 友和（36-）※複数役
- 侠和会三代目会長川谷雄一邸の部屋住み 拓 - 塩谷昴大（30-）
- 侠和会三代目会長川谷雄一邸の部屋住み ミツル - 木田佳介（33・34・35）
- 岸本卓也(川谷雄一の元舎弟、初代山崎組組員)→金融業→三代目侠和会若衆 - 四方堂亘（47-）
- 徳島 中島組組員 ゴトウダ - 錦織聡（48）
- 三代目侠和会三代目川谷組悠成会若頭 翁長照邦 - 喜矢武豊（53）
- 氷室の付き人 江角祐樹：大木優希（33・53・54・55・56）

侠尽会
- 特別顧問 倉本忠司（倉本建設社長） - 吉田祐健（21-29）
- 林桂助（元・二代目工藤組組員） - 那波隆史（21-28）
- タカナシ（元・二代目工藤組組員） - 樫根慶太（21-28）
- タカナシの子分（三代目侠和会会長襲撃実行犯） - 小野塚雅人（24・25）

丸神連合→丸神会
- 初代丸神連合会長 初代水神会会長[9] 瀧島彪雄 - 津川雅彦（18-23）
- 初代丸神連合理事長七代目丸打組組長→二代目丸神連合会長→二代目丸神会会長：三田太源 - 菅田俊（18-）
- 出所→丸神連合水神会沖田組組長→丸神連合水神会理事長 沖田組組長→二代目丸神会理事長 二代目水神会会長：沖田学 - 東村久也(10-14) / 軍司眞人（18-）
- 丸打組系安西組組長：安西 - 愛甲猛（1）
- 丸打組系安西組若頭→丸打組三田組秋本組幹部 若宮組組長→丸打組三田組秋本組若頭→丸神連合丸打組二代目三田組若頭 二代目秋本組組長→二代目丸神連合事務局長 二代目三田組若頭 二代目秋本組組長→二代目丸神会事務局長 二代目秋本組組長：若宮猛 - HIDE（1） / 川原英之（6-30）
- 丸打組系安西組幹部→丸打組三田組幹部 秋本組組長→丸神連合丸打組二代目三田組組長：秋本照政(侠和会氷室蓮司と兄弟分) - 哀川翔（1-30）
- 丸打組系安西組組員 モトキ - ハチミツ二郎（1）
- 丸神連合水神会 名古屋 奈村組組長→丸神会理事長補佐 奈村組組長→侠尽会：奈村志郎 - 高野晃大（16-29）
- 丸神連合水神会 茨城 初代鶴見組組長→二代目丸神連合理事長補佐 初代鶴見組組長→二代目丸神会理事長補佐 初代鶴見組組長：鶴見憲吾 - 大沢樹生（18-32）
- 二代目丸神会理事長補佐 横浜 三代目藤代組組長→三代目侠和会最高顧問 横浜 三代目藤代組組長：棟方龍治（侠和会川谷雄一と五分の兄弟分） - 樋口隆則（21-29）
- 初代丸神連合水神会沖田組幹部→二代目丸神連合幹事長補佐：梨本景信(侠和会中島と兄弟分) - 風見正明（17） / 風見正（18-）
- 丸神連合水神会沖田組福島支部 豊中組組長 豊中 - 笹川大輔（13,15,16,22）※二役
- 旧・丸打組三田組最高幹部→出所→丸神会事務局長 川崎 三田一家総長：辰巳龍三 - 武田幸三（33-40）
- 丸神会幹事長補佐 甲信会会長 竹野忠信 - 上西雄大（37・38）

横浜 藤代組・中森組 系
- 初代藤代組組長 藤代正光 - 下元史朗（5・21）
- 丸神会三代目藤代組若頭 杉山組組長→三代目侠和会四代目藤代組組長：杉山文雄 - 西興一朗（30）
- 丸神会三代目藤代組本部長 内田会会長→三代目侠和会四代目藤代組若頭：内田昇 - 若旦那（30・31・32）
- 丸神会三代目藤代組若頭補佐 中森組組長→丸神会横浜支部 中森組組長：中森義雄 - 大賀太郎（30-32・42・43・53-55）
- 丸神会三代目藤代組中森組組員 岡部清澄 - 水野直（30・31・32）
- 丸神会三代目藤代組中森組組員 - 小林祐久（30・31・32）
- 丸神会横浜支部 中森組舎弟頭 広野組組長 広野正一 - 松田賢二（42・43・44）
- 丸神会横浜支部 中森組広野組若頭 伊吹森 - 白川悟実（42・43・44）
- 丸神会横浜支部 中森組広野組組員 谷津仁 - 武田一馬（42・43・44）
- 丸神会横浜支部 中森組若頭 牧原勝 - 福澤重文（42・43・44）
- 丸神会横浜支部 中森組組員 松崎茂男 - 梶原颯（42・43・44）
- 丸神会中森組若頭 牧本勝一 - 脇知弘（56・57）
- 丸神会中森組 有村 - 永岡佑（57）
- 三代目侠和会藤代組組員 宇垣竜次 - 岸田タツヤ（42・43・44・48・55）
- 鋼会 板垣 - 木村圭作（57）

鶴見組 系
- 初代鶴見組若頭 シブサワ - 伊藤元昭（19・20）
- 初代鶴見組組員 片桐 - 田邊和也（32）
- 初代鶴見組舎弟頭→出所→丸神会理事 二代目鶴見組組長：菊村重政 - 結城貴史（33-40）
- 旧・二代目鶴見組若頭 東野組組長 東野道夫 - 宮川浩明（41）
- 旧・二代目鶴見組東野組若頭 和歌山繁 - 福津健創（41）
- 旧・二代目鶴見組本部長 東龍会会長→丸神会二代目水神会東龍会会長：東野常夫（道夫の実弟） - 江藤純平（41・42・43・53・54）
- 旧・二代目鶴見組東龍会若頭 天地五郎 - 森岡豊（41）
- 丸神会二代目水神会東龍会組員 勝村淳 - 中村祐志（42・43）
- SNACK「プラウディア」のママ（旧・二代目鶴見組東龍会若頭天地五郎の妻） - 長谷川恵美（41）
- 旧・二代目鶴見組若頭補佐 長谷部総業組長→丸神会迫田組中京支部 長谷部総業組長：長谷部敦 - 西守正樹（41）
- 旧・二代目鶴見組長谷部総業若頭 湯原誠 - 森山翔悟（41）

極山会 系
- 初代極山会会長[13] 松永清吉 - 堀田眞三（22・23）
- 初代極山会理事長 松永会二代目→丸神会理事長補佐 二代目極山会会長：小野寺和昌 - 吉沢眞人（22-）
- 初代極山会直参[13] 植木組組長→初代極山会幹部 植木組組長→三代目侠和会幹部：植木尚人 - 永倉大輔（4-）
- 丸神会二代目極山会理事長補佐 北見一家総長 北見信久 - 山崎直樹（25・26）※二役
- 丸神会二代目極山会北見一家若頭 斉木興業会長 斉木朗 - 藤田尚弘（26）
- 青森県五所川原市の縁日の屋台たこ焼き屋(極山会進友会組員) - 天馬唯仁（22）※複数役
- 丸神会極山会みちのく一家総長 春日巳代松(先代極山会舎弟) - 渡辺哲（35）
- 丸神会極山会みちのく一家総長補佐 河本慎吾 - 贈人（33・34・35）

迫田組
- 沼津 迫田組組長→丸神会最高顧問：迫田常夫 - 中野英雄（39-）
- 沼津 迫田組若頭 岩尾英輔 - 根岸大介（39-）

関東
- 銀座 東友会会長 津島健次郎 - 寺田農（45・47-52）
- 銀座 東友会理事長 風見五郎 - 冨家規政（47-52）
- 銀座 東友会組員 - 山崎画大（50・51・52）※二役
- 八王子 八誠会会長 沼田勲夫 - 嶋大輔（47-）
- 八王子 八誠会理事長 村山方正 - デビット伊東（47-49）
- 八王子 八誠会組員 戸浦 慶 - ガンビーノ小林（47-50）
- 八王子 八誠会の金庫番 シイナユキオ(村山方正の遠縁) - 赤木悠真（48）
- 京浜連合会会長 須永義明 - 成瀬正孝（50-）
- 京浜連合会理事長 坂野 充 - 日向丈（50-）
- 京浜連合会組員 - 大宮将司（50・51・52）
- 京浜連合会理事長 坂上 - 金橋良樹（64）
- 五代目杉政組組長 宮園幸喜 - 渡辺裕之（50-）
- 久米島一家総長 若松康介 - 近藤弐吉（50-）
- 矢車会会長 森村清二 - 六平直政（50・51）
- 矢車会理事長 横溝雅司 - 河本タダオ（50・51）
- 矢車会組員 沢田博士 - 渡辺邦斗（50-）
- 埼玉 若松一家総長 若松恭介（久米島一家総長の実弟） - 斉藤一平（53・54・55）
- 埼玉 若松一家組員→三代目侠和会三代目川谷組悠成会組員(加須支部) 桜木 - 菅原卓磨（54・55・56）

東北
- 東北神農会 青森 六代目菖蒲川一家総長→二代目侠和会二代目工藤組財前組野宮組組長：野宮祥裕 - 清水宏（12・13・14）※二役
- 東北神農会 青森 六代目菖蒲川一家組員（野宮総長の運転手） - 江戸川萬時（12・13）
- 東北神農会 青森 進友会会長→初代極山会幹部→三代目侠和会幹部：平川進 - 松田一三（12-）
- 東北神農会 青森 進友会組員 ミムラ（ヒットマン） - 崔哲浩（12・13）※二役
- 東北神農会 福島 二代目拓海組組長 拓海康広 - 黒田真澄（12・13）
- 則坂組組長 則坂宣光（元・五代目菖蒲川一家若頭補佐） - 谷村好一（12・13・14）
- 宮城 平山組組長→丸神連合水神会沖田組平山組組長：平山一明（元・五代目菖蒲川一家若頭補佐） - ホリベン（12・13・14）
- 丸神連合水神会→宮城 菊地組組長 菊地護 - 清水ヨシト（12）
- 青森 極山会進友会組員 コバヤカワ - 河合寛之（22・23）
- 三代目侠和会 進友会理事長 土井潔 - 竹井洋介（33・34・35）
- 三代目侠和会 進友会理事 塚原康雄（みちのく一家河本慎吾と同級生） - 藤田信（33・34・35）

中部
- 名古屋 三代目重光一家総長 浅井 - 松田章（9）
- 名古屋 三代目重光一家若頭 花田茂 - 飛野悟志（9）※二役
- 名古屋 三代目重光一家若頭補佐 大沢五郎 - 松田優（9）※二役
- 名古屋 三代目重光一家若頭補佐→四代目重光一家総長：遠藤勝（侠和会小堺透馬と兄弟分） - 井田國彦（9）
- 名古屋 丸神連合 水神会筒井興業組長 筒井重治（水神会沖田と兄弟分） - 山中猛（9・10・16）
- 名古屋 熱田組組長→二代目侠和会三代目山崎組熱田組組長→侠和会直参 熱田組組長→侠尽会：香取和雄 - 遠藤栄蔵（16・17・26・27）
- 名古屋 五代目重光一家総長→二代目侠和会三代目山崎組五代目重光一家総長→三代目侠和会幹部 中部ブロック長→侠尽会：大井忠雄 - 松本健司（16・17・26・27・29）
- 名古屋 三代目侠和会五代目重光一家舎弟 二代目遠藤組組長→三代目侠和会直参二代目遠藤組組長：木槌勝(四代目重光一家総長の実弟) - 中倉健太郎（27・29・39）
- 岐阜 柳ヶ瀬連合会長→二代目西日本睦会 柳ヶ瀬連合会長→二代目侠和会三代目山崎組柳ヶ瀬連合会長：北村朝雄 - 中山峻（8・9・16・17）
- 岐阜 柳ヶ瀬連合幹部 コイケエイゾウ - 石塚良博(8・9）
- 岐阜 柳ヶ瀬連合組員 山口 - タケタリーノ山口（8・9）
- 岐阜 柳ヶ瀬連合組員 前田 - 前田ばっこー（8・9）
- 岐阜 土岐組組長→三代目侠和会幹部 北陸ブロック長：土岐匡平 - 赤松紘季（16・17・27・29・32・33）
- 岐阜 三代目侠和会土岐組若頭 竹下景一（二代目遠藤組組長木槌勝と兄弟分） - 寺中寿之（27・28・33）
- 福井 坂下組組長 坂下惟秀 - 御木裕（15・16）※二役
- 福井 坂下組若頭 モギ - 嶋和貴（15・16）
- 福井 坂下組若頭補佐 オリハラ - 川上貴史（15）※複数役
- 福井 越前 喜多越組組長 喜多順吉 - 藤原喜明（28・29）
- 福井 敦賀 神山一家総長→三代目侠和会直参 北陸ブロック長 神山一家総長：神山実 - 山崎直樹（28・29・37・38）※二役
- 福井 我尊会会長→丸神会鶴見組我尊会会長：海部真一郎(丸神会鶴見組舎弟→丸神会二代目鶴見組舎弟頭) - 中原和宏（28・29・33・34・37）
- 福井 我尊会若頭→丸神会鶴見組我尊会若頭：小渕健三 - 重松隆志（28・29・33・34・36・37）
- 福井 丸神会鶴見組我尊会組員 - 辻つん（33）

近畿
- 京都 三代目島田組組長→信闘会会長：島田富士夫 - 松田優（2・3）※二役
- 侠和会上田組組員→信闘会上田組組員（初代山崎組組長を銃撃した2人組ヒットマン） - オンリー吉川（2）
- 信闘会上田組組員（初代山崎組組長を銃撃した2人組ヒットマン） - 結城友和（2）※複数役
- 侠和会直参→信闘会：本村公正 - 青波信仁（3）
- 元・信闘会幹部 菅本組組長 菅本勇樹 - 猪瀬孔明（4）
- 元・信闘会下野組組員 イワタ - 川上貴史（6・7）※複数役
- 大阪 大和会会長 小橋雅俊 - なべおさみ（6・7）
- 大阪 大和会若頭 オオツ - 松澤仁晶（6）※複数役
- 大阪 大和会組員 - 高杉心悟（7）
- 大阪 小桜一家総長→二代目侠和会二代目川谷組大阪支部 小桜一家総長：中村哲夫 - 清水宏（6・7）※二役
- 大阪 難波 イシムラ組組長→二代目侠和会二代目川谷組イシムラ組組長：清水ヨシト（6・7）※二役
- 大阪 オカジ組組長→二代目侠和会三上組オカジ組 オカジキンヤ：原元太仁（6・7）※複数役
- 大阪 梅田 北仁会会長→二代目侠和会三上組大阪支部 北仁会会長：金澤宏之 - 両國宏（6・7・8・9）
- 大阪 梅田 北仁会組員 ササキアキラ - 渡部龍平（7・8・9・10・11）
- 滋賀 大津 天竜会会長 天野竜吉 - 柳東士（8）
- 和歌山 並木総業組長 - 栗田昌治（24）
- 神戸 新開地 中村組組長 - 塚本耕司（36）

中国
- 広島 初代玄誠会会長→西日本睦会会長 初代玄誠会会長：高坂玄 - 宮内洋（9-15）
- 広島 初代玄誠会幹事長 初代福本組組長→初代西日本睦会理事長 初代玄誠会幹事長 初代福本組組長(→二代目玄誠会会長)→二代目西日本睦会会長 二代目玄誠会会長：福本貞夫 - 松田ケイジ（8-20）
- 広島 二代目玄誠会幹事長 二代目福本組組長 原木秀一 - 伊東篤志（15-20）※二役
- 広島 三代目西日本睦会副会長 江崎国生 - 山本圭壱（45・46）
- 広島 三代目西日本睦会理事長→四代目西日本睦会会長 竹山昭夫 - 城明男（45・46）
- 呉 西日本睦会 中川組組長→三代目侠和会若頭補佐 三代目西日本睦会会長→広島ブロック長：中川至道 - 沖隆二郎（16・17） / 小林功（18-）
- 尾道 岡村組組長 岡村宏 - 石橋保（45・46）
- 尾道 岡村組若頭→二代目岡村組組長 松井勝 - 石垣佑磨（45・46）
- 尾道 岡村組組員 南田正明 - 伊﨑右典（45・46）
- 尾道 岡村組組員 仁科克己 - 五刀剛（45・46）
- 尾道 テキヤ大場一家会長 大場喜朗 - 川野太郎（45・46）
- 尾道 テキヤ大場一家副会長 山浦欽也 - 芳野史明（45・46）
- 尾道 テキヤ大場一家 実子→博徒 大場組：大場信二 - 伊﨑央登（45・46）
- 尾道 テキヤ大場一家組員（スカジャン）→博徒 大場組組員（スカジャン）：ノブ - 藍海斗（45・46）
- 尾道 曽根利男(元 博徒) - 伊藤勝利（45・46）
- 尾道 長老 内田健一 - 大門正明（45・46）
- 岡山 西日本睦会 野城組組長 野城邦夫 - 大久保了（17-20）

四国
- 松山 西日本睦会 四国会会長 龍仁一家総長→三代目侠和会直参 龍仁一家総長：赤瀬健児 - 石山雄大（9・10・11・24・25）
- 高松 西日本睦会 四国会 義仁会会長 国宗豊 - 諏訪太郎（10）
- 高松 西日本睦会 四国会 義仁会理事長 大西義範 - 工藤正也（10）※複数役
- 高松 西日本睦会 四国会 義仁会組員 - 永栄正顕（10）
- 高松 義仁会 憂国義勇党代表 猪塚正美 - 山口粧太（10）
- 高松 義仁会 憂国義勇党構成員 - 村内孝志（10）
- 高知 西日本睦会 四国会 伊勢脇一家総長：麻岡光利 - 横澤祐一（10・11・24・25）
- 高知 西日本睦会 四国会 伊勢脇一家若頭 吉門康平 - 川本淳市（11）
- 徳島 西日本睦会 四国会 後藤田組組長 伊月寛 - 金野学（10・11）
- 松山 西日本睦会 四国会 龍仁一家組員 - 笹川大輔（11）※二役

九州
- 五代目至誠会会長 川端忠雄 - 梅宮辰夫（1・2・3）
- 五代目至誠会理事長 石上晋介 - 中野裕斗（3）
- 五代目至誠会組員 - 川上貴史（3）※複数役
- 六代目至誠会会長 宮島嘉門 - 原元太仁（18・19・20）※複数役
- 六代目至誠会理事長→三代目侠和会七代目至誠会理事長 嘉林一家総長→三代目侠和会 九州ブロック 八代目至誠会会長：林田洋二 - 江原シュウ（18・19・20・25・33）
- 熊本 阿蘇一家総長→三代目侠和会若頭補佐七代目至誠会会長→三代目侠和会若頭補佐 九州ブロック長 七代目至誠会会長：黒木元誠 - 松山鷹志（18・19・20・29）
- 鹿児島 霧島一家総長 日高建脇 - 野口寛（18・19・20）
- ヒロキ - ヒロシ（35）
- 九州 至誠会組員 オダ - 山形啓将（48）

沖縄
- 八代目琉球会最高顧問 宮里（真栄田の先代）- 三上寛（23）
- 八代目琉球会会長→三代目侠和会三代目山崎組沖縄支部長 八代目琉球会会長：真栄田幸洋 - 小野敦志（23・24・25）
- 八代目琉球会理事長 上原 - 宮本大誠（23・24・25・26）
- 八代目琉球会 比嘉組長 - 武智大介（24・25・26）
- 八代目琉球会 具志堅 - 松崎イワオ（24・25・26）
- 八代目琉球会 島袋ジュンイチ - 飛麿（24・25・26）

政治結社
- 宮本同友會政治連盟議長 宮本稜治 - 岡田謙（4-8）
- 大日本礎會会長 堀井謙介（宮本同友會政治連盟議長宮本稜治の兄貴分）（→氷室と五分の兄弟分） - 工藤俊作（8-）
- 政治結社代表 児嶋清一 - 西村秀人（47）

中国系マフィア
- 翁（横浜中華街 中国料理店オーナー、中国マフィアのボス） - 赤塚真人（30・31・32）
- 翁の中国料理店のウェイター - 義田貴士（30・31・32）
- おばさん(横浜中華街 華僑) - 志水季里子（30）
- 福山（孤武羅 横浜グループのリーダー） - 藤本タケ（32）
- シー・キエン - 高杉亘（36・37）
- シー・キエンの用心棒 - 征矢学（36・37）
- 孤武羅の残党 刈谷恭介 - SHOTIME from NP（39）

政界
- 保守党 国会議員 国対委員長 ヨコヤマ - 岩手太郎（8）
- 民衆党幹事長 樋口敬造 - 菅野久夫（25・33・34）
- 民衆党 代議士 荒巻大助（元・警察官僚） - 酒井健太郎（28・29・33・34・50・51）
- 代議士 豊川真由子 - 尾崎舞（29）
- 関根アキラ首相（民衆党） - 関根大学（33・34・51・52）
- 民衆党 代議士 石田茂雄 - 大月秀幸（33・51）
- 民衆党石田代議士の秘書 キシモト - 松澤仁晶（33）※複数役
- 衆議院議員 民衆党幹事長 泉田進三 - モト冬樹（51・52）
- 副総理 浅見一郎 - 福本ヒデ（51・52）
- 官房長官→首相 菅井秀吉 - 山本天心（51・52・53）
- 石田茂雄の秘書 ウチモト - 鈴木秀人（51）
- 民衆党議員 安芸山貢（泉田派） - 高野アツシオ（51）
- 元・大臣 吉岡隆司（菅井派） - 村尾俊明（51）
- 民衆党議員 河東あんな（泉田派） - 中井理恵（51）
- 民衆党議員 河東克己（泉田派） - 山本修司（51）
- 無免許で自動車を運転し交通事故を起こした議員 - 吉田昌美（51）

警察
- 兵庫県警 刑事 クワバラ - 加納竜（2・3・7・30・31・32）
- 兵庫県警 刑事 手越 - 曽根悠多（2・3・24・26・31・53・55）
- 横浜 刑事 - 木村一八（3）※アンクレジット
- 大阪府警 刑事 サナダ - 水上竜士（24・25・26）
- 刑事 - 金山一彦（33・34）
- 刑事 - 和田圭市（33・34）
- 神戸 富田森警察署 刑事 クノ - 阿部亮平（36）
- 愛知県警本部長 - 高津康（41）※二役
- 刑事 - 増本庄一郎（47・48・49）
- 刑事 - 高杉心悟（51）
- 刑事 佐原 - 金馬貴之（53・54・55・56）
- 丸神会侠和会対立抗争集中取締対策本部 本部長 松宮警部 - 本郷弦（53・54・55・56）
- マルボウ刑事 谷崎 - 山本修夢（56）
- 警察庁 次長 三川 - 新井康弘（62）
- 八曲署 黒岩 - 寺島進（65）

その他
- 涼子（氷室蓮司の女→妻） - 川村亜紀（1・2・3） / 石堂夏央（4-7） / 松本若菜 （映画『氷室蓮司』声の出演）
- 涼子が勤務するラウンジのママ(安西組若頭若宮の女) - 叶じょい（1）
- 涼子が勤務するラウンジの黒服 - 庄田侑右（1）
- 媒酌人 辻 - 辻つん（1[14]・2[14][15]・6[16]・7[17]・20[18]・28[19]・30[20]・42[21]）
- 神戸の売人 - リヨン樺澤（1）
- 神戸の売人の元締め - 我龍真吾（1）
- 氷室に電話したホステス - 青野未来（2）
- 山崎組初代姐 - 槇由紀子（4）
- 氷室悠太（氷室蓮司の息子 →畑中悠太） - 山本稜（4）/山本悠（5・6・7）/ 山岡樹（映画『氷室蓮司』）
- 刑務官（氷室） - 原元太仁（4）※複数役
- 刑務官（氷室） - 神戸誠治（4）※複数役
- 刑務官（大宮、田村） - 工藤正也（4・5）※複数役
- 銀座 クラブのママ カナエ（大日本礎會会長堀井謙介の妹） - 川村りか（8-14）
- 銀座 カナエのクラブのホステス(田村に好意を寄せたホステス) - 星野ナミ（7・8）
- 糸中建設 三代目社長 糸中 - 安保由夫（8）
- 糸中建設 専務 サトウ - 神戸誠治（8）※複数役
- ニイヤマ工務店 ニイヤマ社長 - 屋根三郎（8）
- カツジ（岐阜柳ヶ瀬の焼肉店店主、大阪北仁会会長金澤宏之の実弟） - 伊東篤志（8・9）※二役
- イイダ組（糸中建設が落札した神戸再開発事業の下請け地元建設業者） - 吉川勝雄（8）
- マツヤマ（フリージャーナリスト（ブラックジャーナリスト）、元・総会屋） - 中原和敏（8）
- ムラカミ（パクリ屋） - 銀次郎（8）
- 朱美（川谷雄一の内縁の女[22]→オーストラリアに留学） - 宮内知美（9-15・18・20）
- 広島の総会屋（広島・玄誠会がバック） - 安岡力斗（10）※二役
- 明石ゴム社長 アベ（産廃処理を引き受けている侠和会尾本の得意先） - 林家らぶ平（10）
- 秋田 スナック「セピア」のママ：アヤ（進友会会長平川進の元彼女） - 遠藤沙季（12・13・14）
- ミチコ（氷室蓮司の母） - 長谷部香苗（21）
- トモミ（氷室蓮司の姉、謙太の母） - 水木可奈（21）
- 沖縄料理店店員（宮里の孫） - 浅野琳（23）
- 沖縄料理店を襲撃した男 - 長尾修嗣朗（23）
- 三宮の小料理「南風」女将→川谷雄一の妻：美南[23] - 飛鳥凛（24-68）
- 吉田土木 社長 - 三浦浩一（24・25）
- ローンズ一本堂（吉田土木に融資をした街金） - 泊帝（24）
- ユカ（虎が惚れたキャバ嬢、吉田社長の娘） - 鰐口千晴（24・25）
- 田村が放ったヒットマン 北[24]（キタ） - 阿部吉宏（24・25・26）
- 神戸市議会議員 木田栄伸 - 川村ケイスケ（25）
- 勝野開発社長 勝野昇 - 住吉昇（25）
- 荒巻を罠に掛けた風俗嬢 - さくらみゆき（28・29）
- 岡部のぞみ（中森組岡部清澄の妹） - 桜井奈津（30・31・32）
- イ・ボンヌ（丸神会梨本景信のシマ茨城で飲み屋を開きたい侠和会中島勇気の女） - 奥村美香（33・34）
- ヤマガミ（侠和会の弁護士） - 藤原シンユウ（33・34）
- 村石とおる（侠和会川上章介に助けられた映像のプロ） - 山本竜二（33・34）
- 糸中建設社長 糸中（先代の息子） - 木庭博光（33・42・43）※二役
- 春日モモコ（みちのく一家総長春日巳代松の妻） - 奥仲麻琴（35）
- クラブ「スリーアップ」石川健一（元・三上組幹部） - 長原成樹（36・37）
- クラブ「スリーアップ」元・従業員 川村軍平 - 宮下泰幸（36）
- メイファ（中国人、大宮まゆみ・大宮隼人の母） - 八代みなせ（36）
- 大宮まゆみ（大宮和也の娘） - 八代みなせ（36・37）※二役 / 幼い頃のまゆみ：吉田紗弥花（36・37）
- 大宮隼人（大宮和也の息子） - 萬野崇博（36・37） / 幼い頃の隼人：深川翔大(36・37）
- FTUテレビ ニュースキャスター - 高津康（36・37）※二役
- ジミー尾形（武器商人） - 野村祐人（39）
- 近藤建設社長 近藤 - 板倉佳司（39・40）
- 国本夫婦（子どもの頃の侠和会山村義明に親切にしてくれたおっちゃん） - 松田章（39・40）
- 国本夫婦（子どもの頃の侠和会山村義明に親切にしてくれたおばちゃん） - 滝本ゆに（39・40）
- 内野デイブ（地面師） - 油布辰樹（42・43）
- 広川観光グループ HIROホテルチェーン 常務 秋葉 - 藤原光博（リットン調査団）（42・43）
- 風間弁護士 - 山崎画大（42・43）※二役
- 関山ハウス会長 戸田 - 飯島大介（42・43）
- 関山ハウス社長 倉見 - 山口粧太（42・43）※二役
- 関山ハウス副社長 安藤 - 松田耕治（43）
- 丸神会横浜支部中森組広野組組員谷津仁の母 - かとうあつき（43・44）
- 尾道「米徳」女将（尾道岡村組組長岡村宏の娘） - 宮地真緒（45・46）
- 尾道「米徳」店員 - 神原明果（45・46）
- 海老島（毒舌タレント、元・芸人） - 松澤仁晶（47・48）※複数役
- KMプロモーション社長 神崎勝（海老島の事務所社長） - 間慎太郎（47・48）
- 日本栄晃大学教授 四宮学（NTOテレビ番組「お昼デスカラ!」コメンテーター） - 天田暦（47・48・49）
- ヴァネッサ（八誠会理事長村山方正の女） - 中山こころ（47・49）
- 鈴森隆之（岸本卓也の秘書、初代山崎組組員） - 鈴木隆仁（48・49）
- 三島医院 医師 - 下平ヒロシ（48）
- 三島医院 看護婦長 - 新宮明日香（49）
- 八王子の工場の社長 オグラ - ケン（水玉れっぷう隊）（50）
- オリンピック実行委員長 森田敏郎（元・衆議院議員) - 坂本あきら（50・51・52）
- 政治家御用達のクラブのホステス ネネ - 川崎珠莉（50・51）
- 政治家御用達のクラブのホステス - 佐河ゆい（51）
- 政治家御用達のクラブのホステス - 山田真央（51）
- 政治家御用達のクラブのホステス - 深山奈優（51）
- 元・オリンピック実行委員 杉村修二 - 遊佐亮介（51・52）
- 「実話ジャパン」記者 →フリー記者　江戸川由利子：宮﨑優（53-55・58・62）
- 「実話ジャパン」カメラマン 万城目淳：宇野結也（53-55）
- 「実話ジャパン」副編集長：佐藤ピリオド.（53）
- 「実話ジャパン」編集長：新井義幸（はりけ〜んず）（53）
- 横浜港湾組合会長 鶴岡重雄（横浜港のドン） - 尾藤イサオ（53）
- 横浜市長 高森哲夫 - 大山英雄（53）
- 鍋島（大株主） - 植木紀世彦（54）
- 売人 - 斉藤マッチュ（54）
- 松宮和代（松宮警部の妻） - 千咲としえ（55・56）
- クラブの客 - 門馬よし彦（56）
- 宮下順次（元・二代目侠和会二代目山崎組組員（岸本の舎弟）） - 平野貴大（56）
- 浜田（アミューズメントスーパーバイザー、元・山崎組宮下順次のフロント） - 内倉憲二（56）
- 三谷 - 川崎麻世（57）
- 太田弁護士 - 松嶋亮太（62）
- 奈緒（太田弁護士の妻） - 西川綾乃（62）
- 高原 - 西川瑞（62）
- 勇 - 比嘉秀海（63・64）
- 信光 - 根岸拓哉（63・64）
- 真崎組組長 - 梅垣義明（63・64）
- 真崎組代貸 井出 - 藤田健彦（63・64）

ナレーション
- 森羅万象（2-）

## スタッフ
- 監督：山本芳久（1-17）濱水信（18-26）辻裕之（27-）
- 総合プロデュース：本宮泰風（50-）
- 営業統括：木山雅仁（オールイン エンタテインメント 1-7）人見剛史（オールイン エンタテインメント 8-33）鈴木祐介（オールイン エンタテインメント 34-38 → ライツキューブ 39-44）
- エグゼクティブプロデューサー：鈴木祐介（ライツキューブ 45-）
- 企画：山本ほうゆう（原案・企画 1-15）HIDE（18-23）ワールドムービープロダクション（24-29）ライツキューブ（39-）
- プロデューサー：渋谷正一・山本芳久（1-5）山本芳久・渋谷正一（6-14）山本芳久・山鹿孝起（15-17）天海武尊・山鹿孝起（18-20）天海武尊・小林壽夫（21-24）小林壽夫（25・26）小林壽夫・山鹿孝起（27）小林壽夫（28・29）河野博明・服巻泰三（30-32）服巻泰三（33-）
- ラインプロデューサー：旭正嗣（1-13）
- ポストプロダクションプロデューサー：小川幸一（14-29）
- 脚本：辻裕之・山本芳久（1-3）岬英昭（4・5）村田啓一郎・山本芳久（6-13）江面貴亮・山本芳久（14）山本芳久（15）山神スダチ・山本芳久（16・17）山神スダチ・晦日師走（18-20）山神スダチ・晦日師走・桔梗修司（21-23）晦日師走・原田晴司・桔梗修司（24）原田晴司・濱水信（25・26）村田啓一郎（27-）
- 撮影：小山田勝治・下元哲（1-4）小山田勝治（5-29）今井裕二（30-38）今井裕二・岡雅一（39-41）岡雅一（42-）
- 照明：木村匡博（30-32）大町昌路（33-41）山口峰寛・蟻正恭子（42-44）大町昌路（45-）
- 録音：功刀康久（1-3）廣木邦人（4・5）池田知久（6-8）飴田秀彦（9-12）廣木邦人（13・14）飴田秀彦（15）沼田和夫（16-20）飴田秀彦（21-23）郡弘道（24-26）沼田和夫（27-32）臼井勝（33-35）沼田和夫（36-44）沼田和夫・山口勉・中村雅光・治田敏秀（45-49）山口勉（50・51）
- 美術：中谷暢宏（9-11）西村徹（21-23）我山考（30-32）坂本昌弘（33-35）YUKI（36-）
- 編集：小川幸一（1-32）加藤功（33-35）恒川岳彦（36-）
- VFX：恒川岳彦（41・45・47・49）
- 整音効果：藤本淳（1-6）
- 音響効果：藤本淳（7-14、30-41）
- 音響効果・選曲：藤本淳（42-）
- 音楽：SHU（1-14）GDX aka SHU（30-35・39・40・41）
- 音楽効果：SHU（15-23）GDX aka SHU（24-29）
- EED：STUDIO MIC（30-）→BRAISE STUDIO→Rays Studio
- MA：FUJIMOTO Studio（30-）
- 助監督：山鹿孝起（6-14、18-）
- 監督助手：冨永拓輝・中井和広（1-3）冨永拓輝・袖山竜馬（4・5）冨永拓輝（6-11）冨永拓輝・鈴木成美（12-14）大高麻衣子（15-17）村田剛志（18-20）井之浦亮介（21-23）萬野崇博（24-26）柿本利之（27-29）山岸風馬・河合遥佑（33-35）市村優・BANちゃん（39-41）萬野崇博・廣瀬萌恵里（45-49）
- 演出部：市村優・萬野崇博・廣瀬萌恵里（42・43・44・50・51）
- 制作担当：橘慎（42-）
- 広島ロケ応援：田中宏彰（45・46）
- アシスタントプロデューサー：牛田直美（45-50）
- スタイリスト：EIKI（1-3）
- 衣裳：森山久美（4・5）廣谷愛（6-29）荒川小百合（30-）
- メイク：上田忍・下田美香（1-3）上田忍・石崎加奈枝（4・5）上田忍（6）上田忍・石崎加奈枝・岩部杏子（7・8）上田忍・石崎加奈枝（9-11）佐藤りえ（12-14）上田忍・石崎加奈枝（15）大野志穂（16・17）上田忍（18-20）岩井裕一（21-26）上田忍（27-29）上田忍・坂口佳那恵（30-32）坂口佳那恵（33-）
- ガンエフェクト：浅生マサヒロ（1-41）浅生マサヒロ・芦野広忠（42・43・44）浅生マサヒロ（45-）
- 擬闘：玉寄兼一郎（4-）
- アクション補助：林一輝（42・43・44）
- スチール：ヤマダヤスヒコ・島根道昌（1-3）コイケタカ・河内純子（4・5）コイケタカ・白石愛（6-8）ヤマダヤスヒコ・大崎正浩・ZIZO（9・10）コイケタカ・松山陽子・ヤスダヤスヒコ・大崎正浩・ZIZO（11）ヤマタカ（12-20）石川登栂子（21-23）ヤマタカ（24-29）池田岳史（30-44）大蔵俊介（45-49）池田岳史・中居挙子（50・51）
- 協力：999.9、週刊実話（53）
- 衣裳協力：BBCO（1-）、MAD STAR UNDERGROUND STYLE（1・2・3）、Omerta（1・2・3）
- 制作協力：アスプロスドラーゴ（1-15）TAO Entertainment（21-26）力車フィルム（27-29）
- 制作：メディア・ワークス（1-15）ワールドムービープロダクション（18-29）ソリッドフィーチャー（30-）
- 製作：アドバンス（1-17）日本統一製作委員会（18-20）スターコーポレーション21（21-）
- 販売元：オールイン エンタテインメント（1-44）ライツキューブ（45-）

## シリーズのリリース一覧

### 日本統一
| セルリリース日 | タイトル   | ジャケットコピー                                  | 備考                         |
| -------------- | ---------- | ------------------------------------------------- | ---------------------------- |
| 2013年08月02日 | 日本統一   | 侠たちの天下統一が今、始まる──!                   | 劇場公開作品(2013/07/13公開) |
| 2013年10月04日 | 日本統一2  | 侠たちの天下統一、誇りと仁義が錯綜する!           |                              |
| 2013年12月06日 | 日本統一3  | 血の赤に染まる日本列島──。                        |                              |
| 2014年03月07日 | 日本統一4  | 極道界の頂をつかむ為、独り孤独な道を行く          |                              |
| 2014年06月06日 | 日本統一5  | 誰が為の仁義か──。日本を二分する内戦勃発!!        |                              |
| 2014年08月01日 | 日本統一6  | 後戻りできない、侠たちの覚悟、それは、すなわち死… | 劇場公開作品                 |
| 2014年10月03日 | 日本統一7  | 西日本制覇を賭けた、大阪戦争勃発!!                | 劇場公開作品                 |
| 2014年12月05日 | 日本統一8  | 全国奪る為やったら、戦争上等や!!                  |                              |
| 2015年02月06日 | 日本統一9  | 果て無き抗争──制覇へと続く修羅の道                |                              |
| 2015年04月03日 | 日本統一10 | 血も涙も捨て、修羅の列島を征す!!                  |                              |
| 2015年06月05日 | 日本統一11 | 侠たちの抗争──死国の如き地獄と化す!!              |                              |
| 2015年08月07日 | 日本統一12 | 幾多の犠牲を超えて歩む覇道                        |                              |
| 2015年10月02日 | 日本統一13 | 激動の抗争──未だ制覇は叶わず                      |                              |
| 2015年12月04日 | 日本統一14 | 血を啜り、命を喰らう。残る轍が制覇への道!!        |                              |
| 2016年02月05日 | 日本統一15 | 巨大組織を揺さぶる──復讐の凶弾!!                  |                              |
| 2016年04月01日 | 日本統一16 | 反撃の狼煙は上げられた──。                        |                              |
| 2016年06月03日 | 日本統一17 | いつの世も覇道の後には屍山──いざ、血の宣戦布告!!  |                              |
| 2016年09月02日 | 日本統一18 | 集いし極道たち 待ち受けるのは統一か─死か─         |                              |
| 2016年11月04日 | 日本統一19 | 代紋に誓いし統一への道──                          |                              |
| 2017年01月06日 | 日本統一20 | 去りゆく魂を受け継ぐ男 新時代を切り開く男         |                              |
| 2017年03月03日 | 日本統一21 | 代紋の元に集いし男たち──その先に待つ、頂点へ──    |                              |
| 2017年05月05日 | 日本統一22 | 新たな火種──燃えさかる、極道の魂                  |                              |
| 2017年07月07日 | 日本統一23 | 全国の極道、動く──                                |                              |
| 2017年09月01日 | 日本統一24 | 結束─いざ行かん、頂へ!!                           |                              |
| 2017年11月03日 | 日本統一25 | 問答無用。                                        |                              |
| 2018年01月25日 | 日本統一26 | 裏切りか、忠誠か─                                 |                              |
| 2018年03月25日 | 日本統一27 | 東海やくざ戦争勃発                                |                              |
| 2018年05月25日 | 日本統一28 | 親子の盃─。厳格な掟の世界。                       |                              |
| 2018年07月25日 | 日本統一29 | 哀しき決断。                                      |                              |
| 2018年10月26日 | 日本統一30 | 頂点の眺望、その姿を現す─                         |                              |
| 2018年12月25日 | 日本統一31 | かつてない巨大抗争が、すぐ目の前に─。             |                              |
| 2019年02月25日 | 日本統一32 | 共闘か─決別か─                                    |                              |
| 2019年04月25日 | 日本統一33 | 崩壊へと進む侠和会─                               |                              |
| 2019年06月25日 | 日本統一34 | 抗争終結─。                                       |                              |
| 2019年08月25日 | 日本統一35 | 過去の因縁が新たな闇を照らす。                    |                              |
| 2019年11月25日 | 日本統一36 | 帰ってきた侠たち─                                 |                              |
| 2020年01月25日 | 日本統一37 | 総力戦─                                           |                              |
| 2020年03月25日 | 日本統一38 | 狙われた首領─                                     |                              |
| 2020年05月25日 | 日本統一39 | 裏切りの掟─                                       |                              |
| 2020年07月25日 | 日本統一40 | 決戦の地へ                                        |                              |
| 2020年09月25日 | 日本統一41 | 侠たちの戦う意味─                                 |                              |
| 2020年11月25日 | 日本統一42 | 裏切られた絆─                                     |                              |
| 2021年01月25日 | 日本統一43 | 戦いの火蓋を切られた─                             |                              |
| 2021年03月25日 | 日本統一44 | あの悲劇は繰り返させない─                         |                              |
| 2021年05月25日 | 日本統一45 | 復活の功罪─                                       |                              |
| 2021年07月25日 | 日本統一46 | 広島・尾道抗争                                    |                              |
| 2021年09月25日 | 日本統一47 | 首都進撃                                          |                              |
| 2021年11月25日 | 日本統一48 | 侠たちの報復                                      |                              |
| 2022年01月25日 | 日本統一49 | 侠道の先に待ち受ける男たち                        |                              |
| 2022年03月25日 | 日本統一50 | 日本統一を阻む見えない敵とは                      |                              |
| 2022年05月25日 | 日本統一51 | 戦後最大のタブーに斬り込む                        |                              |
| 2022年07月25日 | 日本統一52 | 東友会との決着のとき──                            |                              |
| 2022年09月25日 | 日本統一53 | 侠和会、関東進出                                  |                              |
| 2022年11月25日 | 日本統一54 | 横浜で出回るクスリの正体とは──                    |                              |
| 2023年01月25日 | 日本統一55 | 横浜、再び戦場と化す                              |                              |
| 2023年05月25日 | 日本統一56 | 侠和会に近づく怪しい影                            |                              |
| 2023年07月25日 | 日本統一57 | 侠和会に立ちはだかる新たな敵                      |                              |
| 2023年09月25日 | 日本統一58 | 侠和会に忍び寄る“信仰”                            |                              |
| 2023年11月25日 | 日本統一59 | 所沢抗争開始                                      |                              |
| 2024年01月25日 | 日本統一60 | 第二次所沢抗争勃発                                |                              |
| 2024年03月25日 | 日本統一61 | 敵が信じているものとは                            |                              |
| 2024年05月25日 | 日本統一62 | 日本に渦巻く‘‘思想’’                              |                              |
| 2024年07月25日 | 日本統一63 | 継承されし魂                                      |                              |
| 2024年09月25日 | 日本統一64 | 過去に思いを馳せる                                |                              |
| 2024年11月25日 | 日本統一65 | 侠和会を揺るがす事件                              |                              |
| 2025年01月25日 | 日本統一66 | さまざまな想いが絡み合う京都                      |                              |
| 2025年03月25日 | 日本統一67 | 悲劇を引き起こす不穏な知らせ                      |                              |
| 2025年05月25日 | 日本統一68 | 復讐の炎に燃える侠和会                            |                              |
| 2025年07月25日 | 日本統一69 | 賽は投げられた                                    |                              |

### 日本統一 DVD-BOX
| セルリリース日 | タイトル                                        |
| -------------- | ----------------------------------------------- |
| 2018年04月25日 | Amazon.co.jp限定 日本統一 DVD-BOX I（1-10巻）   |
| 2018年08月25日 | 日本統一 DVD-BOX I（1-10巻）                    |
| 2018年12月25日 | Amazon.co.jp限定 日本統一 DVD-BOX II（11-20巻） |
| 2018年12月25日 | 日本統一 DVD BOX II（11-20巻）                  |
| 2024年07月25日 | 日本統一 コレクション DVD BOX（1-50巻）         |

### 日本統一 DVD SUPER VALUE PACK
| セルリリース日 | タイトル                                   |
| -------------- | ------------------------------------------ |
| 2021年01月25日 | 日本統一 DVD SUPER VALUE PACK 1（1-10巻）  |
| 2021年02月25日 | 日本統一 DVD SUPER VALUE PACK 2（11-20巻） |

### 日本統一外伝
| セルリリース日  | タイトル                                        | ジャケットコピー                         | 主演                                         |
| --------------- | ----------------------------------------------- | ---------------------------------------- | -------------------------------------------- |
| 2019年10月25日  | 日本統一外伝 川谷雄一                           | 侠和会の首領が歩いてきた生き様─          | 川谷雄一（小沢仁志）                         |
| 2020年06月25日  | 日本統一外伝 〜山崎一門〜                       | 危ない奴らが大騒動を巻き起こす!?         | 山崎一門                                     |
| 2020年08月5日   | 日本統一外伝 〜山崎一門2〜                      | 危ない奴らが今度は人助け!?               | 山崎一門                                     |
| 2021年04月25日  | 日本統一外伝 田村悠人                           | 的にかけられた侠                         | 田村悠人（山口祥行）                         |
| 2021年05月25日  | 日本統一外伝 田村悠人2                          | 侠たちの決断──                           | 田村悠人（山口祥行）                         |
| 2022年02月25日  | 日本統一外伝 〜山崎一門3〜                      | 俺たちは、ヤクザである前に人間だからな   | 坂口丈治（北代高士）                         |
| 2022年04月25日  | 日本統一外伝 〜山崎一門4〜                      | 歌舞伎町で囁かれる都市伝説とは──         | 中島勇気（舘昌美）・斉藤浩樹（勝矢）         |
| 2022年08月25日  | 日本統一外伝 山崎一門5 〜横浜死闘篇〜           | 川上が苛まれる過去とは―─                 | 川上章介（中澤達也）・宇垣竜次（岸田タツヤ） |
| 2022年10月25日  | 日本統一外伝 山崎一門6 〜神戸電撃作戦〜         | 石沢の大切な妹を救う為、山崎一門が奮闘！ | 石沢勇将（本田広登）                         |
| 2023年04月25日  | 日本統一外伝 山崎一門7 〜小さな恋のヤマザキ〜   | 山崎一門、恋のからさわぎ                 | 山村義明（川﨑健太）                         |
| 2023年06月25日  | 日本統一外伝 山崎一門8 〜警視庁VS山崎一門〜     | この男、一門なり                         | 翁長照邦（喜矢武豊）                         |
| 2023年08月25日  | 日本統一外伝 山崎一門9 〜世にも奇妙な山崎一門〜 | 山崎一門、百物語                         | 中島勇気（舘昌美）                           |
| 2024年04月25日  | 日本統一外伝 中島組 四国暴力金脈                | 仕方ないじゃない、中島だもの             | 中島勇気（舘昌美）                           |
| 2024年06月25日  | 日本統一外伝 山崎組 ジョウジと愉快な仲間たち    | 仲間って素晴らしい！                     | 丈治（北代高士）                             |
| 2024年08月25日  | 日本統一外伝 藤代組 雨のオランダ坂              | 人生を変えられた人たち─                  | 川上（中澤達也）                             |
| 2024年010月25日 | 日本統一外伝 川谷組 無頼人斬り二郎              | 伝説のヤクザの現在とは─                  | 翁長（喜矢武豊）                             |

### 日本統一 エピソード集
| セルリリース日 | タイトル                            | ジャケットコピー        |
| -------------- | ----------------------------------- | ----------------------- |
| 2021年2月25日  | 日本統一 エピソード集I 叔父貴ノ愛   | 山崎一門、緊急事態宣言! |
| 2021年2月25日  | 日本統一 エピソード集II 兄弟ノ絆    | 俺たちの始まり─         |
| 2021年3月25日  | 日本統一 エピソード集III 首領ノ恋   | 川谷、降伏!?            |
| 2021年4月25日  | 日本統一 エピソード集Ⅳ 二人ノ若     | 未来を背負う侠たち      |
| 2021年6月25日  | 日本統一 エピソード集Ⅴ リモート会議 | 氷室蓮司、出生の秘密─   |

### 劇場版 山崎一門〜日本統一〜
| セルリリース日 | タイトル                    | ジャケットコピー             | 備考                                                                           |
| -------------- | --------------------------- | ---------------------------- | ------------------------------------------------------------------------------ |
| 2023年3月25日  | 劇場版 山崎一門〜日本統一〜 | お前にはオレたちがいるだろ！ | コレクターズエディションDVD2枚組（本編DVD+特典映像DVD約50分） 通常版（DVD1枚） |

### やまざきいちもん 日本統一
| セルリリース日 | タイトル                  | ジャケットコピー         | 備考 |
| -------------- | ------------------------- | ------------------------ | ---- |
| 2023年10月25日 | やまざきいちもん 日本統一 | これが山崎一門の日常！？ |      |

### 連続ドラマ「日本統一 北海道編」
| セルリリース日 | タイトル            | ジャケットコピー                           | 収録話                     |
| -------------- | ------------------- | ------------------------------------------ | -------------------------- |
| 2022年12月25日 | 日本統一 北海道編 1 | 侠和会が北海道で巻き起こる事件に立ち向かう | 第1話：32分 / 第2話：31分  |
| 2023年1月25日  | 日本統一 北海道編 2 | 侠和会が北海道で巻き起こる事件に立ち向かう | 第3話：31分 / 第4話：31分  |
| 2023年2月25日  | 日本統一 北海道編 3 | 侠和会が北海道で巻き起こる事件に立ち向かう | 第5話：31分 / 第6話：30分  |
| 2023年3月25日  | 日本統一 北海道編 4 | 侠和会が北海道で巻き起こる事件に立ち向かう | 第7話：31分 / 第8話：31分  |
| 2023年4月25日  | 日本統一 北海道編 5 | 侠和会が北海道で巻き起こる事件に立ち向かう | 第9話：31分 / 最終話：30分 |

### 連続ドラマ「日本統一 関東編」
| レンタルリリース日 | タイトル          | ジャケットコピー                     | 収録話                     |
| ------------------ | ----------------- | ------------------------------------ | -------------------------- |
| 2023年7月25日      | 日本統一 関東編 1 | 侠和会と警察に立ちはだかる巨悪の組織 | 第1話：32分 / 第2話：30分  |
| 2023年7月25日      | 日本統一 関東編 2 | 侠和会と警察に立ちはだかる巨悪の組織 | 第3話：30分 / 第4話：30分  |
| 2023年7月25日      | 日本統一 関東編 3 | 侠和会と警察に立ちはだかる巨悪の組織 | 第5話：30分 / 第6話：33分  |
| 2023年8月25日      | 日本統一 関東編 4 | 侠和会と警察に立ちはだかる巨悪の組織 | 第7話：30分 / 第8話：32分  |
| 2023年8月25日      | 日本統一 関東編 5 | 侠和会と警察に立ちはだかる巨悪の組織 | 第9話：36分 / 第10話：37分 |

### クロスオーバー
| セルリリース日 |                            | タイトル                                             |
| -------------- | -------------------------- | ---------------------------------------------------- |
| 2019年12月25日 | U-NEXTオリジナル配信ドラマ | すじぼり 第9話・第10話（『すじぼり』DVD-BOXに収録）  |
| 2020年12月25日 | オリジナル配信ドラマ       | TOKYOドラゴン飯店 負けるな！！琉球占い師リオちゃん！ |

## 配信
Netflix、Hulu、U-NEXT、Amazonプライム・ビデオ、dTV、Rakuten TV、ABEMA、などで配信されている。Netflixでは、「邦画ランキング」で1位を獲得したことがあり、「今日の映画TOP10」の邦画部門で上位の常連である。
2022年現在、レンタル配信において、U-NEXTが他のプラットフォームに先駆けて、『日本統一』最新作の独占先行配信している。
2022年現在、Amazon Prime Videoが他のプラットフォームに先駆けて、『日本統一』最新作の先行デジタル購入配信を行っている。

## テレビ放送
V☆パラダイス、WOWOWプラス 映画・ドラマ・スポーツ・音楽、日本映画専門チャンネル、映画・チャンネルNECO、歌謡ポップスチャンネル、エンタメ〜テレ☆シネドラバラエティ、MONDO TV、WOWOWシネマ(不定期)などのチャンネルで放送されている。V☆パラダイスは、『日本統一 V☆パラダイス特別編集版』（山本芳久監督時代）を放送することがある。
北海道編が2023年1月7日よりBSフジで
、1月10日より東京メトロポリタンテレビジョンで放映された。関東編が4月14日より日本テレビで放送された。

## 関連番組

### ラジオ
- 日本統一 特別番組『日本統一 赤坂TBSラジオ編』（2022年1月23日16：30-17：00、TBSラジオ）[47] radikoでも聴くことができた[48]。
本宮泰風、山口祥行、片桐千晶で座談会。「日本統一」の世界観を再現したミニラジオドラマあり。

### テレビ
- 週刊さんまとマツコ「Vシネマの裏側をぶっちゃけ」（2022年9月4日、TBS）出演：本宮泰風[49]

### 配信
- デマ投稿を許さない（ABEMA、2022年12月28日）出演：本宮泰風・山口祥行

## イベント
- Amazon.co.jp限定『日本統一DVD-BOX I』購入者限定ファンミーティングイベント（2018年7月6日、目黒 Amazonシアター）
登壇：本宮泰風、山口祥行 / ゲスト：舘昌美、本田広登、中澤達也
- 実話ナックルズ presents『日本統一』ファンミーティングイベント（2018年10月27日、新宿ロフトプラスワン）
登壇：本宮泰風、山口祥行、桑田昭彦、小沢仁志
- Rakuten TV『川谷雄一 〜日本統一外伝〜』全5話パック予約購入者限定配信記念イベント（2019年10月25日、渋谷WOMB）
登壇：小沢仁志、古井榮一、小沢和義、本宮泰風、山口祥行、舘昌美[50][51]
- 日本統一 東京編キャストトークイベント『夏だ！祭りだ！日本統一フェスティバルだ！』（2025年7月20日、都内スタジオ）
登壇：本宮泰風、山口祥行、舘昌美、北代高士、勝矢、中澤達也、本田広登、喜矢武豊、篠田麻里子、かたせ梨乃、古旗笑佳テレビ東京アナウンサー（司会）[52]

## オーディション
2018年、実話ナックルズ（ミリオン出版）と『日本統一』のコラボレーション企画「実話ナックルズ×映画『日本統一』配役選考オーディション 任侠女子編」が行われ、グランプリを受賞した桜井奈津が、日本統一30・31・32に「中森組組員岡部清澄の妹 岡部のぞみ」役で出演した。

## ブロマイド
2020年11月20日、『日本統一』コンビニブロマイド（厳選された名シーンの生写真 L判/2L判フォト用紙にプリント）が計10種類が第1弾として全国のコンビニで一斉に発売された。セブンイレブン、ファミリーマート、ローソン、ミニストップ、デイリーヤマザキ、セイコーマートのeプリントサービスで販売された。翌日の11月21日、「製作上に不備があり、諸般の事情により発売中止」になった。

## LINEスタンプ
- 日本統一スタンプ（ギャグマンガ家「地球のお魚ぽんちゃん」とコラボ）2021年12月24日発売[57]

## シングルCD
山崎一門「男の貧乏くじ」（2022年9月21日、キングレコード）CD+DVD
DVDにMV収録。YouTubeで公開されたMVは2022年11月25日に10万再生を突破した。
山崎一門「KOBUSHI」（2023年5月24日、キングレコード）CD+DVD
DVDにMV収録。

## コラボグッズ
- マンガート ビームス 日本統一（2022年10月26日[58][59] - 2022年11月13日[60][61]、BEAMS公式オンラインショップ受注生産）
  - 受注生産 ネクタイ（氷室蓮司モデル3種 / 山村義明モデル / 坂口丈治モデル / 石沢勇将モデル / 川上章介モデル / 大成虎雄モデル / 中島勇気モデル / 田村悠人モデル）（2023年3月上旬）
  - 受注生産 クラッチバッグ3種（2023年1月下旬）
  - 受注生産 Tシャツ2種（2022年12月上旬）イラスト：黒川知希[61]

## 関連書籍
- 鈴木祐介『「日本統一」はなぜ成功したか？ エグゼクティブ・プロデューサー鈴木祐介が初めて明かす、モンスターコンテンツの育て方』（2022年12月6日、ブックマン社[62]）ISBN 978-4-89308-955-7
書店によっては数量限定で日本統一ステッカー（黒バージョン、白バージョンの2種あり）付き[63]。

コミックス
- 本宮泰風（原作）・たーし（漫画）『日本統一 〜序章〜』全1巻（2024年9月24日、少年画報社） - スピンオフ漫画[64]
『ヤングキングBULL』2024年6月号[64] - 2024年1号連載[65]
時系列は、オリジナルビデオ『日本統一』の前日譚となる[66]。

## 日本統一外伝
- 日本統一外伝 川谷雄一（2019年）
- 日本統一外伝〜山崎一門〜1・2・3・4・5・6・7・8・9（2020年 - ）
- 日本統一外伝 田村悠人1・2（2021年）
- 日本統一外伝 中島組 四国暴力金脈（2024年）
- 日本統一外伝 山崎組 ジョウジと愉快な仲間たち（2024年）
- 日本統一外伝 藤代組 雨のオランダ坂（2024年）

## 日本統一 エピソード集
1. 『エピソード集Ⅰ 叔父貴ノ愛』（2021年2月25日） - 獄中の大宮隼人（萬野崇博）から氷室に手紙が届いたことから、叔父貴 三上哲也（古井榮一）を軸に氷室の語りで振り返る。
2. 『エピソード集Ⅱ 兄弟ノ絆』（2021年2月25日） - 田村悠人（山口祥行）が三上哲也（古井榮一）から三上組跡目を言い渡されるまでを田村と氷室の語りで振り返る。
3. 『エピソード集Ⅲ 首領ノ恋』（2021年3月25日 ） - 侠和会のブロック制の導入から丸神会菊村（結城貴史）に拉致された美南（飛鳥凛）の救出までを氷室の語りで振り返る。
4. 『エピソード集IV 二人ノ若』（2021年4月25日） - 朱美（宮内知美）のバーで川谷雄一（小沢仁志）が氷室に丈治（北代高士）を預かってほしいと頼むところから、権田稜一（小柳心）が命を落とすところまでを氷室の語りで振り返る。
5. 『エピソード集Ⅴ リモート会議』（2021年6月25日） - 藤代初代（下元史朗）と幼少期の氷室から、侠和会権田稜一（小柳心）が丸神会会長三田（菅田俊）を襲撃するところまでを氷室の語りで振り返る。

### キャスト（日本統一 エピソード集）
＜新撮パート＞
- 氷室蓮司：本宮泰風（Ⅰ・Ⅱ・Ⅲ・Ⅳ・Ⅴ）
- 田村悠人：山口祥行（Ⅰ・Ⅱ・Ⅲ・Ⅳ・Ⅴ）
- 中島勇気：舘昌美（Ⅰ・Ⅲ・Ⅴ）
- 山村義明：川崎健太（Ⅰ・Ⅱ・Ⅴ）
- 坂口丈治：北代高士（Ⅰ・Ⅳ・Ⅴ）
- 川上章介：中澤達也（Ⅰ・Ⅲ・Ⅴ）
- 長谷川大輔：大山大介（Ⅰ・Ⅳ・Ⅴ）
- 石沢勇将：本田広登（Ⅰ・Ⅱ・Ⅴ）
- 大成虎雄：小手山雅（Ⅰ・Ⅳ・Ⅴ）
- 大宮隼人(大宮和也の実子) - 萬野崇博（Ⅰ）
- 川谷雄一：小沢仁志（Ⅲ）
- 侠和会三代目会長川谷雄一邸の部屋住み サトル - 友和（Ⅲ）
- 侠和会三代目会長川谷雄一邸の部屋住み 拓 - 塩谷昴大（Ⅲ）
- 美南：飛鳥凛（Ⅲ）

### スタッフ（日本統一 エピソード集）
- 脚本・監督：辻裕之
- 製作：田邊清和
- 企画：ライツキューブ
- 営業総括：鈴木祐介（ライツキューブ）
- プロデューサー：服巻泰三
- 撮影：岡雅一
- 照明：山口峰寛
- 録音：沼田和夫
- 衣装：荒川小百合
- 美術：YUKI
- 音楽：SHU
- 音響効果・選曲：藤本淳
- 編集：新妻宏昭
- メイク：坂口佳那恵
- 制作担当：橘慎
- 助監督：山鹿孝起
- 演出部：市村優、萬野崇博、廣瀬萌恵里
- 制作主任：大蔵俊介
- 車輌：正木健三郎
- スチール：池田岳史
- EED：BRAISE STUDIO
- MA：FUJIMOTO STUDIO
- 制作：SOLID FEATURE
- 製作・発売元：スターコーポレーション21
- 販売元：オールイン エンタテインメント

### DVDリリース
- 日本統一 エピソード集を参照。

## 劇場版 山崎一門〜日本統一〜
2022年9月23日劇場公開。
- 2022年9月5日19:00よりYouTubeキングレコード公式チャンネルにて、山崎一門「男の貧乏くじ」ミュージックビデオをプレミア公開開始[67]。MV監督は氷室蓮司（本宮泰風）。
- 2022年9月21日、山崎一門がキングレコードよりシングル「男の貧乏くじ」でCDデビュー。
- 2022年9月23日から全国各地の劇場で本宮泰風ら出演者が登壇の舞台挨拶が行われた[68]。

## 連続ドラマ「日本統一 北海道編」（UHB北海道文化放送）
2022年10月17日から北海道文化放送(UHB)で毎週月曜深夜24時25分（火曜0時25分）放送開始、全10話。2022年6月から7月の約1か月、本作の北海道ロケ撮影で本宮泰風と山口祥行は根室を中心に、札幌や小樽などに滞在していた。
- U-NEXTでは地上波テレビ放送より先行かつノーカット完全版で2022年10月10日12時より毎週月曜に有料配信される[69]。

### キャスト（日本統一 北海道編）
- 三代目侠和会若頭 氷室蓮司：本宮泰風
- 三代目侠和会本部長 田村悠人：山口祥行
- 下塚食品 北海道支社長 西野浩一：伊東孝明
- 大阪 下塚食品 会長 下塚秀雄：大和田伸也
- 下塚食品 北海道支社 部長 広木：遠藤かおる
- 下塚食品 北海道支社 主任 西野ヒロシ（北海道支社長の息子）：栗山航
- 川島（ロシアとの裏ビジネスに加担する金貸しの男）：國本鍾建
- 根室 小池（漁師）：中本賢
- 根室 峰岸（漁師）：飯野智司
- 根室 漁師：山田太一
- 根室 ツヨシ（小池の孫）：長野蒼大
- 根室 ミユキ（ホステス）：兒玉遥
- 小樽 旅行会社社長 今井俊二：窪塚俊介
- 小樽 山本つとむ：小野寺晃良
- 小樽 山本ただし（つとむの兄）：近藤雄介
- 小樽 山本あきお：田中健
- 札幌 石村信也（札幌のジュニア）：川瀬陽太
- 札幌 石村グループのロシアンクラブ 美人ホステス ターシャ：アリョーナ
- 札幌 イワノフ：セルゲイ・Ｖ
- 三代目侠和会幹部 四国ブロック長 中島組組長：舘昌美
- 三代目侠和会四代目藤代組組長 川上章介：中澤達也
- 三代目侠和会四代目藤代組組員 宇垣竜次：岸田タツヤ
- 三代目侠和会三代目川谷組若頭 悠成会会長 大成虎雄：小手山雅
- 三代目侠和会四代目龍征会 斎藤浩樹：勝矢
- 侠和会三代目姐 美南：飛鳥凛
- 三代目侠和会会長 川谷雄一：小沢仁志

### 主題歌
- 「傷だらけの翼～男たちの歌～」古澤剛

### スタッフ（日本統一 北海道編）
- 監督：辻裕之
- 企画：ライツキューブ
- 総合プロデュース：本宮泰風
- エグゼクティブプロデューサー：鈴木祐介（ライツキューブ）、大塚政人（北海道文化放送）、秋元伸介（Y&N Brothers）、高麗大助（グローバル・ソリューションズ）
- プロデューサー：神崎良（ライツキューブ）、鈴木謙二（北海道文化放送）、中根美里（Y&N Brothers）、富田芳史（グローバル・ソリューションズ）、服巻泰三(ソリッドフィーチャー）
- アソシエイトプロデューサー：後藤一也（北海道文化放送）大原博美（北海道文化放送）王梓安（北海道文化放送）
- 脚本：村田啓一郎
- 撮影：岡雅一
- 照明：大町昌路
- 録音：山口勉
- 美術：中谷暢宏、大島政幸
- 編集・VFX：恒川岳彦
- 衣装：荒川小百合
- メイク：坂口佳那恵
- 音楽プロデューサー：吉川清之
- 音響効果・整音：藤本淳
- ガンエフェクト：会田文彦
- VFX：大萩真司
- 技闘：玉寄兼一郎
- 制作担当：渋谷正一、橘慎
- 助監督：山鹿孝起
- 監督助手：坂野崇博・石橋陸
- 持道具：佐久間瞳
- 制作：市村優
- 車輌：森尻勲・氏家論・大川英介
- 車輌・制作：大蔵俊介・稲垣亮兵
- スチール：池田岳史
- MA：FUJIMOTO Studio
- EED：Rays Studio
- 法務：森名丘
- 衣裳協力：マンガートビームス / KASHE KARI / CHICAGO / RESPIGHI FEMME / 999.9
- 制作協力：北海道文化放送
- 制作：ソリッドフィーチャー
- 製作著作：「日本統一 北海道編」製作委員会（ライツキューブ、北海道文化放送、Y&N Brothers、グローバル・ソリューションズ）

### 放送・配信日程
| 各話   | 舞台   | 北海道文化放送             | U-NEXTノーカット完全版配信日 |
| ------ | ------ | -------------------------- | ---------------------------- |
| 第1話  | 根室市 | 2022年10月18日（17日深夜） | 2022年10月10日               |
| 第2話  | 根室市 | 2022年10月25日（24日深夜） | 2022年10月17日               |
| 第3話  | 根室市 | 2022年11月1日（31日深夜）  | 2022年10月24日               |
| 第4話  | 小樽市 | 2022年11月8日（7日深夜）   | 2022年10月31日               |
| 第5話  | 小樽市 | 2022年11月15日（14日深夜） | 2022年11月7日                |
| 第6話  | 小樽市 | 2022年11月22日（21日深夜） | 2022年11月14日               |
| 第7話  | 札幌市 | 2022年12月13日（12日深夜） | 2022年11月21日               |
| 第8話  | 札幌市 | 2022年12月13日（12日深夜） | 2022年11月28日               |
| 第9話  | 札幌市 | 2022年12月20日（19日深夜） | 2022年12月5日                |
| 最終話 | 札幌市 | 2022年12月27日（26日深夜） | 2022年12月12日               |

### 日本統一 北海道編 CAFE
2023年3月4日から19日までコラボカフェ「日本統一 北海道編 CAFE」を、東京は「b-monster 渋谷 TOY VOX」、大阪は「コラボヒットカフェ大阪」で開催。

## 連続ドラマ「日本統一 関東編」（日本テレビ）
2023年4月13日24:59から毎週木曜日深夜に日本テレビで放送開始。
- Hulu・Amazon Prime Video・U-NEXTで2023年4月6日(木)0時からTVODノーカット完全版配信開始[74]。

### キャスト（「日本統一 関東編」）
- 三代目侠和会若頭 氷室蓮司：本宮泰風
- 三代目侠和会本部長 田村悠人：山口祥行
- 八曲署捜査一課 巡査部長 島拓也：青柳翔
- 八曲署捜査一課 早見亮太：藤原樹
- 内田伸子：高石あかり
- 侠和会八王子支部 電話番 小倉：三浦マイルド
- 湯川清純：一ノ瀬竜
- 萩原・兄：アキラ100%
- 露木朝雄：平埜生成
- 洋子：秋山ゆずき
- 露木紅子（朝雄の母）：山下容莉枝
- 鈴森隆之（三代目侠和会のハッカー）：鈴木隆仁
- 三代目侠和会直参 中島組組長 中島勇気：舘昌美
- 三代目侠和会直参 四代目山崎組組長 坂口丈治：北代高士
- 三代目侠和会四代目龍征会会長 斎藤浩樹：勝矢
- 三代目侠和会直参 四代目藤代組組長 川上章介：中澤達也
- 三代目侠和会四代目山崎組若頭補佐 謙勇会会長 石沢勇将：本田広登
- 三代目侠和会四代目山崎組謙勇会理事長 山村義明：川﨑健太
- 三代目侠和会四代目藤代組組員 宇垣竜次：岸田タツヤ
- 三代目侠和会三代目川谷組悠成会若頭 翁長照邦：喜矢武豊
- 八曲署 小山田署長：岩松了
- 黒岩刑事：寺島進
- J・P・トンプソン 会長 文岡：谷川昭一朗
- 与党国対委員長 安西：宮崎真一
- 服部：足立理
- 湯川大臣：羽場裕一
- 警視庁 渡辺本部長：大鷹明良
- フリー記者(元実話ジャパン記者) 江戸川由利子：宮﨑優

### 主題歌・エンディング曲
- 主題歌：Yamato「Fujiyama feat．ELIONE」（avex trax）
- エンディング曲：山崎一門「KOBUSHI」（KING RECORDS）（作詞：秋元康）秋元康プロデュース第2弾[75] 2023年5月24日キングレコードよりリリース

### スタッフ（「日本統一 関東編」）
- 監督：辻裕之
- 企画制作：日本テレビ放送網
- 総合プロデュース：本宮泰風
- エグゼクティブプロデューサー：植野浩之（日本テレビ放送網）、鈴木祐介（ライツキューブ）、秋元伸介（Y&N Brothers）、高麗大助（グローバル・ソリューションズ）
- プロデューサー：服巻泰三（ソリッドフィーチャー）、梅澤宏和（日本テレビ放送網）、中根美里（Y&N Brothers）、宮田芳史（グローバル・ソリューションズ）
- アソシエイトプロデューサー：中島裕一朗（日本テレビ放送網）、堀畑絵梨香（ライツキューブ）
- 脚本：村田啓一郎
- 撮影：岡雅一
- 照明：大町昌路
- 録音：山口勉
- 衣装：荒川小百合
- 美術：中谷暢宏、大島政幸
- メイク：坂口佳那恵
- 音楽プロデューサー：吉川清之
- 音響効果・整音：藤本淳
- ガンエフェクト：浅生マサヒロ
- 技闘：玉寄兼一郎
- 編集・VFX：恒川岳彦
- キャスティング：渡辺有美
- 制作担当：橘慎
- 助監督：山鹿孝起
- 制作：ライツキューブ
- 製作委員会：日本テレビ放送網、ライツキューブ、Y&N Brothers、グローバル・ソリューションズ
- 製作著作：「日本統一 関東編」製作委員会

### 放送・配信日程
| 各話   | 放送日                    | huluノーカット完全版配信 |
| ------ | ------------------------- | ------------------------ |
| 第1話  | 2023年4月14日（13日深夜） | 2023年4月06日            |
| 第2話  | 2023年4月21日（20日深夜） | 2023年4月13日            |
| 第3話  | 2023年4月28日（27日深夜） | 2023年4月20日            |
| 第4話  | 2023年5月05日（4日深夜）  | 2023年4月27日            |
| 第5話  | 2023年5月12日（11日深夜） | 2023年5月04日            |
| 第6話  | 2023年5月19日（18日深夜） | 2023年5月11日            |
| 第7話  | 2023年5月26日（25日深夜） | 2023年5月18日            |
| 第8話  | 2023年6月02日（1日深夜）  | 2023年5月25日            |
| 第9話  | 2023年6月09日（8日深夜）  | 2023年6月01日            |
| 第10話 | 2023年6月16日（15日深夜） | 2023年6月08日            |

## 連続ドラマ「日本統一 東京編」（テレビ東京）
2025年7月3日（水ドラ25枠 水曜深夜1・00）放送開始。トクリュウ×警察×侠和会 三つ巴のクライムサスペンス。U-NEXTでは地上波放送より早い、6月11日0時（6月10日（火）深夜24時）からノーカット版の全話独占先行レンタル配信が開始された。時系列は、映画『田村悠人 ISOLATED』の「後日譚」となる。

### キャスト（「日本統一 東京編」）
- 氷室蓮司（三代目侠和会若頭） - 本宮泰風
- 田村悠人（三代目侠和会本部長） - 山口祥行
- 鳥居杏（刑事） - 篠田麻里子
- 浜田道夫（刑事） - 二ノ宮隆太郎
- 桜井浩紀 - 前田航基[76]
- 松田直行 - 深澤大河[76]
- 宅間茂雄 - ひょうろく[76]
- 中島勇気 - 舘昌美
- 坂口丈治 - 北代高士
- 斉藤浩樹 - 勝矢
- 川上章介 - 中澤達也
- 石沢勇将 - 本田広登
- 山村義明 - 川﨑健太
- 翁長照邦 - 喜矢武豊
- 小津薫（中島の舎弟） - 中谷一博
- 河原崎和也 - 田島亮
- 河原崎順子 - 伊礼姫奈
- 戸倉賢二（刑事） - 大河内浩
- 花園レイコ（投資家） - かたせ梨乃

### スタッフ（「日本統一 東京編」）
- 企画プロデュース：本宮泰風
- プロデューサー：藤山晃太郎（テレビ東京）加瀬未奈（テレビ東京）鈴木祐介（ライツキューブ）服巻泰三（ソリッドフィーチャー）
- 監督・脚本：辻裕之
- 脚本：村田啓一郎
- 音楽：吉川清之
- オープニング曲：K-A-Z「Afterglow/Venomous」
- オープニングテーマ：Crossfaith「Paint The Target」（Warner Music Japan）
- エンディングテーマ：The Brow Beat 「蛹室」（dreamusic,Inc. / H3,Inc.）
- 音楽協力：テレ東ミュージック
- オープニング監督：西井紘輝（フィルムエストTV・テレビ朝日映像）
- 撮影：岡雅一
- 照明：大町昌路、藤井隆二
- 録音：岩間巽織、笠想真
- 美術：中谷暢宏
- 編集・VFX：恒川岳彦
- 装飾：大島政幸
- 衣裳：荒川小百合
- ヘアメイク：坂口佳那恵
- 助監督：山口通平
- キャスティング：渡辺有美
- 制作担当：橘慎
- 音楽効果：藤本淳
- ガンエフェクト：浅生マサヒロ
- 疑闘：玉寄兼一朗
- 演出部：高野平
- 制作主任：立川聖
- 制作進行：長篤志
- スチール：池田岳史、三戸建秀
- 題字：松本明子
- 整音：Fujimoto Sound Studio
- オンラインエディット・MA：Rays Studio
- 制作：テレビ東京
- 制作協力：SOLID FUTURE
- 製作著作：「日本統一 東京編」製作委員会

### 放送・配信日程（東京編）
| 各話  | 放送日                    | サブタイトル                                   | U-NEXT全話独占先行配信              |
| ----- | ------------------------- | ---------------------------------------------- | ----------------------------------- |
| 第1話 | 2025年7月03日（02日深夜） | 事件の幕開け! 任侠vs闇バイト                   | 2025年6月11日0時（6月10日深夜24時） |
| 第2話 | 2025年7月10日（09日深夜） | どうして闇バイトに? 明らかになる実態           | 2025年6月11日0時（6月10日深夜24時） |
| 第3話 | 2025年7月17日（16日深夜） | 松田を取り戻せ! トクリュウとの全面対決         | 2025年6月11日0時（6月10日深夜24時） |
| 第4話 | 2025年7月24日（23日深夜） | 終わらない事件! ヤンキー娘・順子登場           | 2025年6月11日0時（6月10日深夜24時） |
| 第5話 | 2025年7月31日（30日深夜） | 連続放火魔を見つけ出せ! 動き出す侠和会と警察   | 2025年6月11日0時（6月10日深夜24時） |
| 第6話 | 2025年8月07日（06日深夜） | トクリュウの真の目的は? 繋がる複数の事件       | 2025年6月11日0時（6月10日深夜24時） |
| 第7話 | 2025年8月14日（13日深夜） | 黒幕を炙り出せ! 明かされるレイコの正体         | 2025年6月11日0時（6月10日深夜24時） |
| 第8話 | 2025年8月21日（20日深夜） | 河原崎の覚悟! 危険すぎるトクリュウとの駆け引き | 2025年6月11日0時（6月10日深夜24時） |

| テレビ東京系 水ドラ25                         | テレビ東京系 水ドラ25               | テレビ東京系 水ドラ25 |
| 前番組                                        | 番組名                              | 次番組                |
| --------------------------------------------- | ----------------------------------- | --------------------- |
| ソロ活女子のススメ5 （2025年4月3日 - 6月5日） | 日本統一 東京編 （2025年7月3日 - ） | -                     |

## 映画『氷室蓮司』
日本統一10周年記念作品第1弾。日本統一シリーズ初の海外撮影作品。ロケ地は台湾。本宮泰風主演、辻裕之監督・脚本、2024年4月12日劇場公開。
- 隔週誌『ヤングチャンピオン』2023年No.23（2023年11月14日発売号）からコミカライズ作品『氷室蓮司〜日本統一〜』連載中（秋田書店）[78]。原作：辻裕之、作画：常石爾來也[79]
- 2024年3月4日、日本統一初の公式ビジュアルブックが秋田書店から発売[80]。

## 映画『田村悠人 ISOLATED』
山口祥行主演、辻裕之監督、2025年6月6日劇場公開。時系列は、連続ドラマ『日本統一 東京編』（テレビ東京）の前日譚となる。

## 備考
- 小沢仁志（三代目侠和会会長 川谷雄一 役）自身による「次世代がシリーズ化を前提にした任侠ものを作ったらどうか」というアイデアから企画がスタートした[81]。
- NHK BSプレミアムで2018年7月14日放送の『たけしのこれがホントのニッポン芸能史（14）』にて、『日本統一32』の制作現場が取材された。主演の本宮や山口のインタビューと共に撮影風景などが放送された[82]。
- 日本テレビで2020年11月28日放送の『新・日本男児と中居』にて、「任侠世界のノウハウで会社で成り上がり男児」として『日本統一』が大きく取り上げられた。
- 『日本統一33』（2019年4月発売）には、内閣府副大臣兼環境副大臣の秋元司（衆議院議員）がマル暴の刑事役として出演した[83]が、発売後に逮捕されたことを受けて一部シーンが撮り直され、出演シーンはカットされている[84]。2022年9月現在、DVDやU-NEXTではオリジナル版を、abemaやAmazon Prime Videoでは再編集版をそれぞれ観ることができる。予告編についても秋元議員が写らないようにズーム処理し、2022年1月16日に再公開された[85]。
- 「ライツキューブ DVD 楽天市場店」で『日本統一』セルDVDを通販購入すると、2022年1月25日現在、『日本統一40』から最新作まで楽天限定特典ポストカード付き（外伝やエピソード集は付かない）。
- 本宮泰風にとって『日本統一』は、ほかの仕事をしながらも365日考えているほどのライフワークになっており、総合プロデュースの立場で自ら、劇場やテレビ局、配信会社に営業に行くことがある[86]。
- 石沢勇将役の本田広登は田村悠人役の山口祥行から『日本統一』の役作りのために「増量した方がいい」と勧められ15kg太り現在に至る[87]。
- 『日本統一外伝〜山崎一門〜2』や『TOKYOドラゴン飯店 負けるな!!琉球占い師リオちゃん!』の劇中で登場する田村悠人の愛犬「ダンベル」は、山口祥行がプライベートで実際に飼っている同名の愛犬「ダンベル」（チワワとミニチュアダックスフントのミックスで13歳（2022年9月23日現在））である[88]。
- 『日本統一』が各配信サービスに作品提供を開始したのは2019年からで、最初の反響はぼちぼちといったところだったが、その翌2020年にコロナ禍の巣ごもり消費が広まって配信サービス全体が一気に伸びた[89]。見放題の配信サービスは、ライツキューブは実際の数字はわからず、全体のランキングで何位ということしかわからない[89]。配信サービスによると、邦画で言えば10億円クラスの予算をかけた作品と同じくらいの視聴回数を記録している[89]。それは新作を出すと邦画ランキングの1位になるということであり、人気アニメやハリウッド映画より上位に入ることも珍しくない[89]。
- セガのゲーム『龍が如く7外伝 名を消した男』には本宮と山口がそれぞれ獅子堂康生役、鶴野裕樹役で出演している。